# Lachnostachys albicans
Lachnostachys albicans là một loài thực vật có hoa trong họ Hoa môi. Loài này được Hook. mô tả khoa học đầu tiên năm 1837.